# Бажанов Микола Данилович
Микола Данилович Бажанов (7.05.1899, м. Жлобин (Білорусь) — 13.01.1985, м. Ромни) — письменник. Художньо-документальні повісті: «Рахманінов» (1963), «Танєєв» (1971).

## Біографія
Микола Данилович Бажанов народився в білоруському місті Жлобин. В 1929 році закічив Київський інститут народного господарства. Працював учителем. Брав участь у Другій світовій війні. З 1944 року жив у місті Ромни Сумської області. Працював економістом і плановиком, п'ятнадцять років був начальником планового відділу на Роменському консервному заводі. Від 1959 — на пенсії. Жив у Ромнах по вулиці Першотравневій, будинок 12. Помер в Ромнах, похований на центральному міському кладовищі.

## Огляд творчості
Бажанов М. Д. — автор повістей «Рахманінов» і «Танєєв».

### Повість «Рахманінов»
Бажанов розпочав працювати над твором у 1916 році. Сімнадцятирічний Микола збирав усе, що стосувалось життя Сергія Рахманінова. Він купував платівки з записами рахманіновських творів, перечитував газети і журнали в пошуках інформації про митця. Багато дізався від двоюрідного брата піаніста Е. В. Гольденвейзера, з яким часто спілкувався, проживаючи в м. Гомелі. Коли ж композитор виїхав за кордон, Бажанов спеціально вивчив англійську мову, щоб мати можливість слідкувати за творчістю. Письменник писав: «Захоплення Рахманіновим розпочалося ще в 1916 році. У лютий мороз молодь стояла тоді цілими ночами за квитками, щоб потрапити на концерт, де виступав Рахманінов… Важко передати словами те враження, яке викликав Рахманінов своєю музикою і виконанням… Вважається, що музика повинна висікати вогонь з людських сердець. Що стосується музики Рахманінова і мого серця, з ними це проходить уже більше півстоліття…» М. Д. Бажанов переклав книгу про Рахманінова — американців С.Бертенсона і І.Лейда, яка вийшла в Нью-Йорку в 1956 році. До шістдесяти років була зібрана широка колекція матеріалів, відомостей і думок про композитора. Вихід на пенсію дав можливість зосередитись і «відтворити довгий і важкий шлях великого художника, розкрити перед читачами сторінки його життя такими, якими вони були або якими вони могли бути». Бажанов розповів про Рахманінова як істинно російського музиканта і композитора, який протягом своїх численних поневірянь чужиною не переставав любити батьківщину. Працюючи над образом композитора, Бажанов так ужився в образ, що написав маслом портрет Рахманінова, хоч до цього ніколи не писав і не вчився малярству. «Не дивлячись на свої уже не молоді роки, я відчував незвичайний прилив сил. Кожного ранку о 7 годині я був уже за робочим столом у саду і писав до 12 години. Потім чекав наступного дня, щоб знову сісти за роботу», — згадував він. Піднесена музика Рахманінова постійно звучала в його вухах. Бажанов міг сказати разом зі своїм героєм: «Коли я творю, мені допомагає пам'ять про недавно прочитану книгу, прекрасну картину, поезію. Іноді виникає певний сюжет, який намагаюсь перетворити у звуки». Повість про композитора Рахманінова з однойменною назвою була завершена в 1963 році.

### Повість «Танєєв»
В 1971 році вийшла нова книга М. Бажанова. Письменник розповів про життєвий і творчий шлях учителя Рахманінова, директора Московської консерваторії Сергія Танєєва. Повість «Танєєв» також вийшла в серії «Життя незвичайних людей». Письменник розповів про видатну особистість, талановитого композитора, диригента, проповідника класичного і модерністського напрямів у музиці. Готуючи книгу, Бажанов використав архівні матеріали, спогади сучасників композитора Ю. Л. Давидова, С. В. Євсєєва, Е. К. Розанова, дослідження Вл. Протопопова, В.Іванова-Корсунського, професора Козьміна, В. А. Жданова, переписку С.Танєєва з Миколою Чайковським, а також щоденники С.Танєєва за 1895, 1899, 1902, 1905 рр.
Бажанов створив яскравий образ талановитого митця. Це людина незвичайної моральної чистоти і високої чесності, не здатний уступати ні п'яді із того, що вважає своїм обов'язком. Чайковський писав Танєєву в 1891 році: «…Майбутнього твого біографа буде надзвичайно приємно вражати повсякчасне відображення здорового, оптимістичного ставлення до завдань життя… Ти рівно і твердо ідеш до мети, не випрошуючи заохочень і зауваг, впевнений в успху. Я заздрю тобі. Твоя робота для тебе насолода… Вона ніскільки не заважає тобі займатися посторонніми речами, приділяти частину часу не лише на складання…Ти, одним словом, не тільки художник, але й мудрець, і від комбінації цих двох якостей я передбачаю пречудові плоди… Справа не в тому, щоб писати багато, а щоб писати добре». Саме таким постає композитор в повісті Бажанова. Танєєв хотів бути піаністом, композитором, освіченою людиною. Він писав: «Дорога, якою я хочу іти, не має кінця, але я можу назначити собі станції, на яких буду зупинятися ненадовго, щоб оглянутися назад і продовжувати свій шлях». Ніколи за все життя Танєєва-педагога не було у нього ні фаворитів, ні просто любимчиків. До всіх без виключення він ставися рівно, без фамільярності і сантиментів.

### Літературні дослідження
Крім романів, підготував до друку кілька новел про ранні роки композитора, працював над черговою повістю «Скрябін». Бажанов вважав, що музика виховує так само, як і література. Сила преображення властива музиці і слову. Бажанов дав можливість очистити душу від усього дрібного, буденного, нікчемного. Серед десятків листів над усе радували його листи музикознавців.